# Country folk
Il country folk è un sottogenere del country e del folk simile al folk rock.
Dal folk prende l'introspezione dei testi e dal country il ritmo.
L'ispiratore del genere è stato Bob Dylan.
Il termine, usato negli anni 50 per descrivere il country prima del movimento Country & Western di Nashville, ha assunto un nuovo significato nella metà degli anni 60 per indicare quegli artisti che mischiavano l'attitudine folk con la strumentazione e i ritmi del country.
Tra i primi esponenti del genere possiamo annoverare i Byrds dell'album Sweetheart of the Rodeo, John Denver e Emmylou Harris.